# Hovprotokoll

Kunglig krona.

Hovprotokoll är de protokoll som förs över den svenske monarkens beslut i ärenden som rör Kungliga Hovstaterna. Protokollen förs vanligtvis när ärendet i fråga föredras av riksmarskalken. Exempel på beslut som tas upp i hovprotokoll är instiftandet av kungliga medaljer och tilldelandet av hederstitlar som hovsångare och hovdansare.